# Manic Street Preachers
Manic Street Preachers là một ban nhạc rock người xứ Wales thành lập tại Blackwood vào năm 1986. Đội hình của ban nhạc gồm có hai người anh em họ James Dean Bradfield (hát chính, lead guitar) và Sean Moore (trống, bộ gõ và soundscape), cùng với Nicky Wire (guitar bass, viết ca từ). Họ thường được biết đến với tên gọi là "the Manics". Sau khi phát hành đĩa đơn đầu tay "Suicide Alley", ban nhạc kết nạp thêm Richey Edwards đảm nhận vai trò đồng viết ca từ và guitar rhythm. Những album đầu của nhóm mang đậm chất punk rồi sau cùng mở rộng thành âm thanh alternative rock giàu ý nghĩa hơn, trong khi đó vẫn giữ quan điểm về chính trị cánh tả. Lúc đầu ban nhạc kết hợp giữa hình ảnh nhạc glam ái nam ái nữ và thứ ca từ về "văn hóa, sự xa lánh, nỗi buồn chán và tuyệt vọng"; sự kết hợp đó đã đem lại cho họ lượng người hâm mộ trung thành và vị thế tượng đài của người hâm mộ.
Với album đầu tay Generation Terrorists, Manic Street Preachers từng tuyên bố đây sẽ là "album nhạc rock vĩ đại nhất từ trước đến nay", cũng như hi vọng nhạc phẩm sẽ tiêu thụ "16 triệu bản" trên toàn cầu, sau đó nhóm sẽ giải thể. Mặc dù album không thể đạt thành tích như kỳ vọng, ban nhạc vẫn tiếp tục kéo dài sự nghiệp của họ. Đội hình của nhóm chỉ còn ba thành viên sau khi Richey Edwards mất tích bí ẩn vào tháng 2 năm 1995. Sau đó ban nhạc vẫn giành được thành công cả về mặt chuyên môn và thương mại bất chấp sự thiếu vắng của anh. Edwards được tuyên bố "khai tử" hợp pháp vào năm 2008.
Trong suốt sự nghiệp của mình, The Manics từng trình diễn nhạc sống tại nhiều sân khấu nhạc lớn như nhạc hội Glastonbury, T in the Park, V Festival, Reading, đồng thời giành chiến thắng 7 giải NME, 8 giải Q và 4 giải Brit. Ban nhạc cũng từng nhận hai đề cử giải Mercury vào các năm 1996 và 1999 bên cạnh một đề cử giải Âm nhạc châu Âu của MTV. Nhóm còn giành vị trí quán quân tại các bảng xếp hạng của Anh ba lần: hai lần đầu là vào năm 1998 với album This Is My Truth Tell Me Yours và đĩa đơn "If You Tolerate This Your Children Will Be Next", lần còn lại là vào năm 2000 với đĩa "The Masses Against the Classes". Họ đã bán được hơn 10 triệu bản album trên toàn thế giới.

## Lịch sử hoạt động

### Thành lập và những năm đầu tiên
Manic Street Preachers thành lập vào năm 1986 tại trường phổ thông hỗn hợp Oakdale, Blackwood, Nam xứ Wales; tất cả các thành viên của ban nhạc đều theo học ở ngôi trường này. Bradfield và Moore là anh em họ, họ cùng ngủ chung trong nhà của gia đình Bradfield sau khi cha mẹ của Moore ly dị. Trong những năm đầu tiên của ban nhạc, Bradfield và Moore - người vốn đã được đào tạo nhạc bài bản - chủ yếu sáng tác nhạc trong khi Wire tập trung vào phần ca từ. Nguồn gốc tên gọi của ban nhạc vẫn còn là ẩn số, nhưng mẩu chuyện thường được kể nhất liên quan đến Bradfield: trong một ngày biểu diễn nhạc nơi công cộng để kiếm tiền tại Cardiff, anh vướng vào một cuộc cãi lộn với một đàn ông (đôi khi được cho là một người vô gia cư); ông này đã hỏi móc mỉa anh, "Mày là gì hả thằng trai bao, một thằng lên mặt dạy đời đường phố ẩm ương hả?".
Bassist đầu tiên Flicker (Miles Woodward) đã rời ban nhạc vào đầu năm năm 1988 vì anh này tin rằng ban nhạc đang thoát ly khỏi gốc rễ nhạc punk của họ. Nhóm tiếp tục hoạt động với ba thành viên khi Wire chuyển chơi guitar sang đánh bass. Năm 1988 họ cho ra đĩa đơn đầu tay mang tên "Suicide Alley". Mặc cho chất lượng thu nhạc, bản nhạc punk nói về sự thoát ly thực tế của tuổi trẻ đã đem đến một góc nhìn sâu sắc đầu tiên cả về phần guitar của Bradfield và tiếng trống đầy sinh khí của Moore - thứ sẽ biến mất khỏi LP đầu tiên của ban nhạc. The Manics dự định sẽ khôi phục cuộc cách mạng cho rock and roll ở thời điểm mà làng nhạc Anh bị shoegazing và acid house thống trị. Tạp chí NME đã chấm "Suicide Alley" một bài nhận xét nhiệt tình khi trích dẫn lời từ một số xuất bản trên báo của Richey Edwards, "Chúng tôi đang [cố gắng] tách biệt khỏi bất cứ thứ gì trong thập niên '80s nếu có thể". Sau khi phát hành "Suicide Alley", Edwards gia nhập ban nhạc trong vai trò guitar rhythm và đóng góp ca từ cùng với Wire. Edwards còn đảm nhận công việc thiết kế bìa đĩa và bìa nghệ thuật, đồng thời làm cả tài xế chở ban nhạc đi và về trong những buổi diễn.

### Kỷ nguyên của Richey Edwards:Generation TerroristsđếnThe Holy Bible(1992–1995)

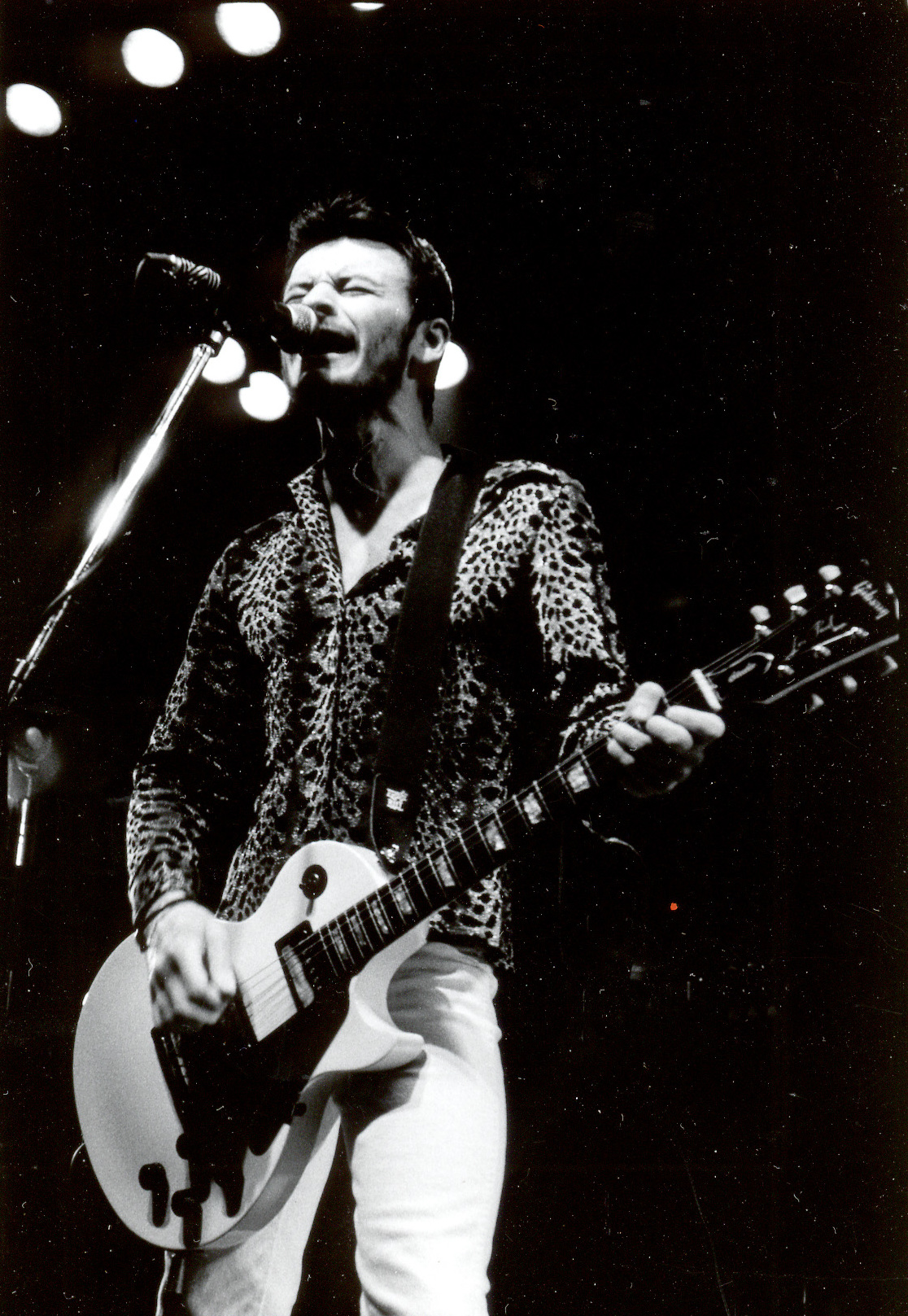
Manic Street Preachers tại Chicago vào năm 1992.

Album đầu tay của ban nhạc mang tên Generation Terrorists được phát hành vào năm 1992 với phần ghi xuất bản của hãng đĩa Columbia Records. Dòng ghi chú chứa một câu văn học cho từng bài trong tổng số 18 ca khúc của album và thời lượng của đĩa nhạc chỉ hơn 17 phút. Ca từ của album bị chính trị hóa giống The Clash và Public Enemy, còn những bài hát của album thường xuyên chuyển từ tập trung chỉ trích chủ nghĩa tư bản toàn cầu sang những câu chuyện riêng tư hơn về sự tuyệt vọng và đấu tranh của tuổi trẻ. Về phong cách nhạc của album, cây bút của Pitchfork Joe Tangari viết rằng Generation Terrorists đã "dạo bước qua một ranh giới kì lạ giữa agit-punk, cock rock, giai điệu lãng mạn và glam, đồng thời việc học theo hình mẫu London Calling của The Clash khiến cho nó thực sự khá là duyên."
Những bài hát khác kết hợp các chủ đề cá nhân và chính trị, ngụ ý đến một mối liên hệ giữa chủ nghĩa tư bản toàn cầu và đấu tranh cá nhân; "Nat West-Barclays-Midlands-Lloyds" được sáng tác nhằm phê bình chính sách tín dụng ngân hàng ở hải ngoại, đồng thời đề cập đến các vấn đề của Richey Edwards liên quan đến vay thấu chi và những khoản vay bị từ chối. Marc Burrows của Drowned in Sound coi ca khúc là một phép dự đoán chính xác về "khủng hoảng tài chính toàn cầu" và ảnh hưởng của nó đến cuộc sống hàng ngày. Trong khi đó đĩa "Motorcycle Emptiness" lại chỉ trích xã hội tiêu dùng giống như một "giấc mơ nông cạn", làm cho cuộc sống của con người bị thương mại hóa một cách công khai. "Little Baby Nothing" – một bản song ca giữa Traci Lords và Bradfield – được Priya Elan của NME miêu tả là "tấm ảnh chụp nhanh hoàn hảo của nét hồn nhiên vô tội và [giới tính] bị cong".
Đĩa nhạc gồm có sáu đĩa đơn và bán được 250.000 bản sao. Thành công của Everything Must Go năm 1996 tại lễ trao giải Brit năm 1997 đã khẳng định rằng doanh số của Generation Terrorists và cả những album kế tiếp như Gold Against the Soul và The Holy Bible đem lại thành công khá muộn cho Manics; nhạc phẩm đầu tay của ban nhạc tiêu thụ thêm 110.000 bản sao. Nhóm còn thực hiện một bản hát lại ca khúc "Suicide Is Painless" và nó đã giành vị trí cao nhất - hạng 7 trên các bảng xếp hạng của Anh, trụ vững 3 tuần trong top 10 và đem về cho nhóm đĩa hit lọt vào top 10 đầu tiên.
Album phòng thu thứ hai của nhóm có tựa Gold Against the Soul mang đậm chất nhạc grunge nhiều tính thương mại hơn khiến nó xa lạ với người hâm mộ và cả chính ban nhạc. Album được phát hành và đón nhận phản hồi trái chiều nhưng vẫn có diễn biển xếp hạng tốt khi giành vị trí thứ 8 trên UK Albums Chart. Album đại diện cho một thứ âm thanh khác biệt so với album đầu tay của nhóm, không chỉ về ca từ mà còn cả về âm thanh, ban nhạc sử dụng những đoạn riff guitar dài và tiếng trống gây cảm giác hiện đại hơn và vang to trong bản hòa âm cuối cùng của album. Thứ âm thanh này sẽ bị quên lãng trong album kế tiếp của họ và về bản chất ca từ nhóm cũng đã có sự thay đổi, khi Edwards và Wire tránh nhắm tới ngọn lửa chính trị mà thay bằng nỗi u sầu trong nội tâm.
Đầu năm 1994, những biến cố đời tư của Edwards trở nên trầm trọng hơn và bắt đầu ảnh hưởng đến các thành viên khác trong nhóm cũng như chính bản thân anh. Anh thừa nhận mình đã vào viện tâm thần Priory để khắc phục những vấn đề của mình và ba thành viên còn lại của nhóm đi biểu diễn tại các nhạc hội để trả tiền viện phí cho anh. Album kế tiếp của ban nhạc The Holy Bible được phát hành vào tháng 8 có lượng đánh giá chuyên môn tốt nhưng doanh số lại kém. Album đã thể hiện một sự thay đổi về âm nhạc và gu thẩm mỹ khác đối với ban nhạc, chủ yếu là bởi sự xuất hiện của bộ quân phục của lính thường/hải quân. Về mặt nhạc tố, The Holy Bible đánh dấu một sự chuyển mình từ thứ âm thanh modern rock trong hai album đầu tiên Generation Terrorists và Gold Against the Soul. Bên cạnh âm thanh alternative rock, album kết hợp thêm nhiều yếu tố từ các dòng nhạc khác như hard rock, punk kiểu Anh, post-punk, new wave, industrial, art rock và gothic rock.
Edwards đột ngột mất tích vào ngày 1 tháng 2 năm 1995, thời điểm anh và James Dean Bradfield chuẩn bị bay sang Mỹ trong một chuyến lưu diễn quảng bá. Trong hai tuần trước khi mất tích, Edwards rút 200 bảng mỗi ngày từ tài khoản ngân hàng của mình, tính đến ngày chuyến bay khởi hành theo lịch trình thì tổng số tiền anh đã rút là 2.800 bảng. Anh làm thủ tục rời khỏi Khách sạn Embassy, đường Bayswater, Luân Đôn lúc 7 giờ sáng rồi lái xe đến căn hộ của mình ở Cardiff, xứ Wales. Trong hai tuần kế tiếp anh bị phát hiện rõ ràng hiện diện lần lượt tại văn phòng hộ chiếu Newport và trạm xe buýt Newport. Ngày 7 tháng 2, một tài xế taxi từ Newport được cho là đã đón Edwards từ khách sạn King's Hotel tại Newport và lái xe chở anh đi quanh các thung lũng, bao gồm cả Blackwood (mái nhà thời thơ ấu của Edwards). Vị khách xuống xe tại trạm dịch vụ phương tiện Severn View gần làng Aust và trả phí đi xe 68 bảng bằng tiền mặt.
Ngày 14 tháng 2, chiếc Vauxhall Cavalier của Edwards đã nhận một chiếc vé phạt đỗ xe tại trạm dịch Severn View, đến ngày 17 tháng 2 thì phương tiện này được thông báo là đã bị bỏ hoang. Cảnh sát phát hiện ắc qui xe hết điện cùng bằng chứng cho thấy từng có người sống trong xe. Do trạm dịch vụ khá gần với Cầu Severn (địa điểm từng là nơi nổi tiếng về nạn tự tử trong quá khứ), nhiều người tin rằng Edwards đã kết liễu đời mình bằng cách nhảy cầu. Tuy nhiên nhiều người từng quen biết anh lại cho biết Edwards chưa bao giờ là kiểu người ý định tự sát, họ trích dẫn lời của chính anh vào năm 1994, "Khi đề cập đến từ 'S' (chữ cái đầu tiên của từ tiếng Anh Suicide - tự tử), điều đó chưa bao giờ đi vào tâm trí tôi. Và về mặt ý định thì nó cũng chưa bao giờ thành hiện thực. Bởi vì tôi mạnh mẽ hơn thế. Có thể tôi là một kẻ yếu đuối, nhưng tôi vẫn có thể chịu đựng được đau đớn."
Kể từ đó, anh từng được cho là đã xuất hiện tại một khu chợ ở Goa, Ấn Độ và trên những hòn đảo của Fuerteventura và Lanzarote. Có nhiều nhân chứng khác khẳng định có nhìn thấy Edwards, đặc biệt trong những năm sau khi anh mất tích. Tuy nhiên không có trường hợp nào chứng minh thuyết phục cũng như được xác nhận bởi các điều tra viên. Cho đến nay vẫn chưa ai tìm thấy Edwards. Manic Street Preachers không có động thái gì trong 6 tháng và quyết định giải thế nhóm được cân nhắc một cách nghiêm túc, nhưng với sự ban phước từ gia đình Edwards, các thành viên vẫn bước tiếp. Edwards được tuyên bố "khai tử" hợp pháp vào năm 2008 để cho phép cha mẹ quản lý tài sản của anh. Ban nhạc còn tri ân cựu thành viên này bằng cách dựng một chiếc microphone cho Edwards ở mọi buổi trình diễn nhạc sống.

### Everything Must GođếnLipstick Traces(1996–2003)
Album đầu tiên không có Edwards góp mặt, Everything Must Go được phát hành vào ngày 20 tháng 5 năm 1996. Ban nhạc đã lựa chọn cộng tác với nhà sản xuất mới Mike Hedges, chủ yếu nhờ công việc của ông trong đĩa đơn "Swimming Horses" của Siouxsie and the Banshees mà Bradfield đánh giá rất cao. Trước đó Hedges từng được mời làm sản xuất The Holy Bible nhưng ông đã từ chối. Everything Must Go ra mắt ở vị trí số 2 trên UK Albums Chart, cho đến nay album đã cán mốc ba đĩa Bạch kim tại Anh Quốc và là album thành công nhất của ban nhạc tính đến thời điểm hiện tại, với thành tích trụ vững 103 tuần trong Top 100 và nằm trong Top 5 một năm sau khi phát hành.
Album đã tiêu thụ hơn 2 triệu bản trên khắp thế giới và vẫn được coi là một trong những ấn phẩm âm nhạc hay nhất của thập niên, một album kinh điển từ thập niên 1990 và thường được bầu chọn trong các cuộc bỏ phiếu ở hạng mục những album hay nhất mọi thời đại của nhiều ấn phẩm.
Album phòng thu thứ 5, This Is My Truth Tell Me Yours là đĩa nhạc quán quân đầu tiên của ban nhạc tại Anh Quốc, duy trì vị trí đầu bảng xếp hạng trong 3 tuần, bán được 136.000 bản sao trong tuần đầu tiên và trụ vững tổng cộng 74 tuần trên UK Album Chart. Tựa đề nhạc phẩm là một câu trích dẫn từ một bài phát biểu của Aneurin Bevan, một chính trị gia thuộc Đảng Lao Động từ xứ Wales. Tựa đề lúc sản xuất của album đơn giản chỉ là Manic Street Preachers. Ảnh bìa album được chụp trên bãi cát Morfa Bychan, Porthmadog, xứ Wales. Trên toàn cầu album cũng giành vị trí số 1 tại các quốc gia như Thụy Điển và Ireland, đồng thời tiêu thụ hơn 5 triệu bản sao trên khắp thế giới.

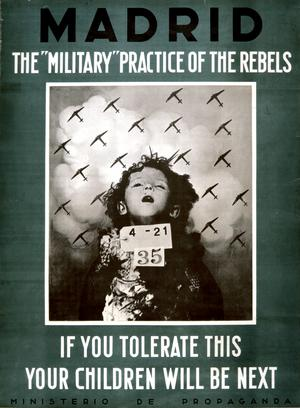
Tấm poster ở thập niên 1930 đã truyền cảm hứng cho tựa bài hát "If You Tolerate This Your Children Will Be Next".

Với This Is My Truth Tell Me Yours, Manic Street Preachers còn có được đĩa đơn quán quân đầu tiên là "If You Tolerate This Your Children Will Be Next". Chủ đề của bài hát lấy từ cuộc nội chiến Tây Ban Nha và chủ nghĩa lý tưởng của những tình nguyện viên xứ Wales gia nhập Lữ đoàn Quốc tế cánh tả nhằm đầu quân cho Đệ Nhị Cộng hòa Tây Ban Nha chiến đấu chống lại Francisco Franco. Tựa đề ca khúc lấy từ poster của Đảng cộng hòa lúc đó với hình một đứa bé bị sát hại bởi những kẻ theo chủ nghĩa quốc xã dưới một bầu trời bom đạn, kèm theo dòng cảnh báo mạnh mẽ "If you tolerate this, your children will be next" ghi ở phía dưới.
Năm 2000, nhóm phát hành đĩa đơn ấn bản số lượng có hạn "The Masses Against the Classes". Mặc dù ít được quảng bá, nhưng đĩa đã bán được 76.000 bản sao trong tuần đầu tiên và giành vị trí quán quân trên UK Singles Chart, đồng thời trở thành đĩa đơn quán quân đầu tiên trong thế kỉ 21 sau khi đánh bại "U Know What's Up" của Donell Jones. Danh mục của đĩa đơn đã bị xóa (khỏi nguồn cấp bán sỉ) vào ngày phát hành, tuy nhiên ca khúc vẫn trụ vững 9 tuần trên UK chart.
Năm 2001, The Manics trở thành ban nhạc rock phương Tây nổi tiếng đầu tiên biểu diễn tại Havana, Cuba—nơi nhạc rock bị chính quyền cộng sản địa phương cấm lưu hành (tại Nhà hát Karl Marx) và có dịp gặp gỡ Chủ tịch Fidel Castro. Buổi hòa nhạc và chuyến đi của nhóm đến Cuba được ghi lại thành phim tài liệu và phát hành dưới dạng DVD mang tên Louder Than War. Tại buổi hòa nhạc này, ban nhạc đã tiết lộ nhiều ca khúc từ album thứ 6 sắp ra mắt của họ, Know Your Enemy — phát hành vào ngày 19 tháng 3. Sự lên án chính trị cánh tả xuất hiện trong nhiều bài hát của album, như "Baby Elián" khi họ bàn luận về mối quan hệ căng thẳng giữa Hoa Kỳ và Cuba giống như trong vụ Elián González, một chủ đề nóng xung quanh việc phát hành album.

### LifebloodđếnJournal for Plague Lovers(2004–2009)
Album phòng thu thứ 7 của ban nhạc Lifeblood được phát hành vào ngày 1 tháng 11 năm 2004 và giành vị trí số 13 trên UK album chart. Các đánh giá chuyên môn đối với album tỏ ra trái chiều. Album có thiên hướng nội tâm hơn và tập trung hơn vào quá khứ, Wire nói về những bóng ma ám ảnh bản nhạc này và cho biết bản nhạc là một cách hồi tưởng về quá khứ:
| “ | Những chủ đề chính là cái chết, sự cô độc và bóng ma. Bị ám ảnh bởi lịch sử và bởi quá khứ của chính bạn. Giấc ngủ thật đẹp đối với tôi. Tôi ghét nằm mơ vì nó hủy hoại mất 10 giờ hạnh phúc. Tôi từng có nhiều giấc mơ tồi tệ lúc Richey mới biến mất. Đó không phải là những giấc mơ đáng sợ mà là những thứ dày vò [tâm trí]. Cho đến khi chúng tôi sáng tác 'Design for Life', đó là 6 tháng sống trong tình cảnh khổ sở. Lifeblood không tìm cách xua đuổi hồn ma của Richey dù [nó] chỉ thừa nhận là không có câu trả lời nào. | ” |

Tony Visconti đã giúp ban nhạc cho ra đời ba ca khúc trong album, kế tiếp là một tour diễn trường đấu ở Anh vào tháng 12 năm 2004. "Empty Souls" và "The Love of Richard Nixon" — hai đĩa đơn phát hành từ album — đều giành vị trí á quân tại Anh.

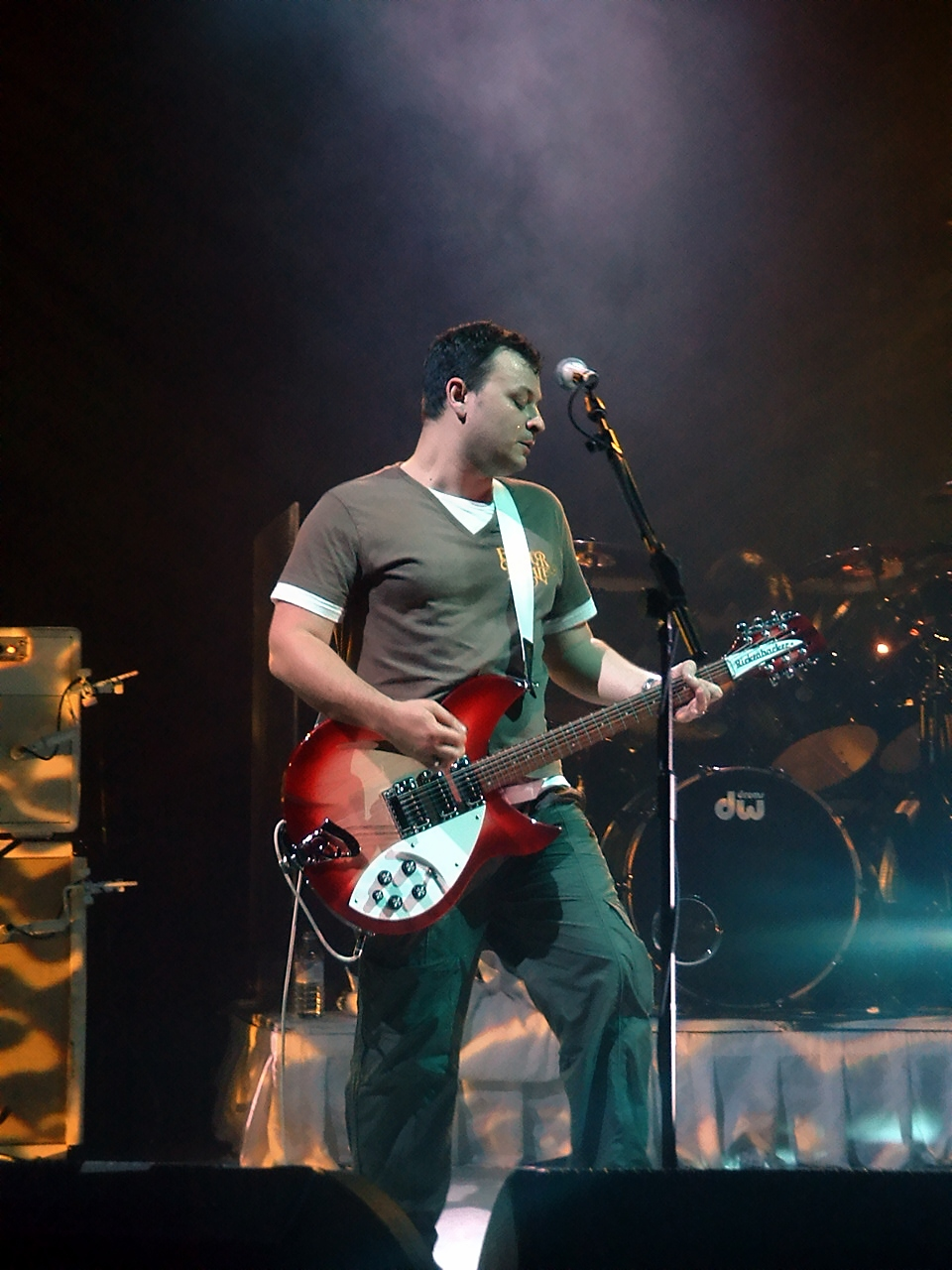
Manic Street Preachers biểu diễn tại Luân Đôn năm 2005.

Album phòng thu thứ 8 của The Manics, Send Away the Tigers được phát hành vào ngày 7 tháng 5 năm 2007 trên Columbia Records. Album lọt vào bảng xếp hạng UK album charts ở vị trí á quân. Các đánh giá chuyên môn với album đa số là tích cực, khi một vài nhà phê bình còn coi album là sản phẩm hay nhất của ban nhạc trong một thập niên. Một bản tải nhạc miễn phí ca khúc "Underdogs" bày bán trên website vào ngày 19 tháng 3 năm 2007.
Album phòng thu thứ 9 của Manics, Journal for Plague Lovers ra mắt vào ngày 18 tháng 5 năm 2009 với sự xuất hiện của phần ca từ mà Edwards để lại. Wire bình luận trong một buổi phỏng vấn rằng "có một tinh thần trách nhiệm để đem lại cho những lời nói của anh ấy sự công bằng". Sau khi phát hành album đón nhận những đánh giá chuyên môn tích cực và giành hạng 3 trên UK Album Chart. Tuy nhiên, bìa album lại gây vài tranh cãi khi bốn siêu thị hàng đầu ở Anh cất đĩa CD vào trong một hộp đựng đĩa bằng vải trơn vì cho rằng ảnh bìa "không phù hợp". Bradfield coi quyết định này là "hoàn toàn kỳ quặc" và bình luận rằng, "Bạn có thể có những miếng băng mông sáng bóng đáng yêu và súng ống ở khắp nơi trong siêu thị trên các trang bìa tạp chí và CD, nhưng bạn thể hiện một tác phẩm nghệ thuật thì mọi người lại cho là kỳ dị".

### Postcards from a Young ManvàNational Treasures(2010–2012)
Ngày 1 tháng 6 năm 2010, ban nhạc công bố trên cá nhân rằng một album mới có tựa Postcards from a Young Man sẽ ra mắt vào ngày 20 tháng 9. James Dean Bradfield cho biết album sẽ là một tác phẩm mang hơi hướng pop không hổ thẹn, tiếp nối Journal for Plague Lovers (2009), anh nói với tờ NME, "chúng tôi sẽ tạo ra những bản hit lớn trên radio trong [album] này. Nó là phát súng cuối nhắm vào truyền thông đại chúng."
National Treasures – The Complete Singles được phát hành vào ngày 31 tháng 10 năm 2011, ngay trước khi phát hành đĩa đơn "This Is the Day", một bản hát lại từ ca khúc gốc của The The. Ngày 17 tháng 11 năm 2011, nhóm biểu diễn 'A Night of National Treasures' tại nhà thi đấu O2 Arena ở Luân Đôn để kỷ niệm 25 năm thành lập ban nhạc tính đến thời điểm đó, đồng thời bước vào giai đoạn tạm ngừng hoạt động trong lúc sáng tác album thứ 11. Ban nhạc trình diễn tổng cộng 18 đĩa đơn với khoảng 20.000 khán giả tham dự buổi diễn cũng như sự góp mặt của các nghệ sĩ khách mời như Nina Persson từ the Cardigans — cô thể hiện cùng ban nhạc ca khúc "Your Love Alone Is Not Enough", trong khi Gruff Rhys từ Super Furry Animals và nhóm cùng hát bài "Let Robeson Sing". Vào tháng 4 và tháng 5 năm 2012, ban nhạc khởi động một chuyến lưu diễn lớn toàn châu Âu. Album biên tập National Treasures được tạp chí NME bình chọn là ấn phẩm tái bản xuất sắc nhất năm 2011, đánh bại cả ấn bản chất lượng cao và siêu chất lượng cao Nevermind của Nirvana để giành vị trí đứng đầu.

## Phong cách nghệ thuật
Âm nhạc của Manic Street Preachers được miêu tả đa dạng như alternative rock, hard rock punk rock, glam rock và pop rock. Theo trang tiểu sử nhóm của AllMusic, ban nhạc đã tự cách tân chính mình tiếp nối the Clash và Sex Pistols nhằm khôi phục cuộc cách mạng cho nhạc rock "ở thời điểm mà nền âm nhạc Anh bị thống trị bởi các dòng nhạc shoegazing trance và nhạc acid house ảo giác vô danh."

## Thành viên
| Thành viên hiện tại - James Dean Bradfield – hát chính, lead guitar và guitar rhythm, piano, keyboard (1986–nay) - Nicky Wire – guitar bass, piano, hát chính và hát đệm (1988–nay), guitar rhythm (1986–nay) - Sean Moore – trống, bộ gõ, trumpet, hát đệm (1986–nay) Cựu thành viên - Miles "Flicker" Woodward – guitar bass (1986–1988) - Richey Edwards – guitar rhythm, piano, hát đệm (1989–1995) | Nhạc sĩ lưu diễn hiện tại - Wayne Murray (Thirteen:13) – guitar rhythm, hát đệm (2006–nay) - Nick Nasmyth – keyboard (1995–2005, 2013–nay) - Gavin Fitzjohn - Guitar, hát đệm (2018–nay) - Richard Beak - Bass (2018–nay) Cựu nhạc sĩ lưu diễn - Dave Eringa – keyboard (1993–1995) - Greg Haver – guitar rhythm, bộ gõ (2002–2003) - Anna Celmore – piano (2002–2003) - Guy Massey – guitar rhythm (2004–2005) - Sean Read – piano, keyboard, bộ gõ, saxophone (2006–2012) |

Dòng thời gian

## Danh sách đĩa nhạc
- Generation Terrorists (1992)
- Gold Against the Soul (1993)
- The Holy Bible (1994)
- Everything Must Go (1996)
- This Is My Truth Tell Me Yours (1998)
- Know Your Enemy (2001)
- Lifeblood (2004)
- Send Away the Tigers (2007)
- Journal for Plague Lovers (2009)
- Postcards from a Young Man (2010)
- Rewind the Film (2013)
- Futurology (2014)
- Resistance Is Futile (2018)
- The Ultra Vivid Lament (2021)